# Aepyceros shungurae
Aepyceros shungurae — вид ссавців з родини бикових. Викопні рештки знайдені у пліоценових і плейстоценових шарах Ефіопії та Кенії.